# St. Martinus (Hergarten)

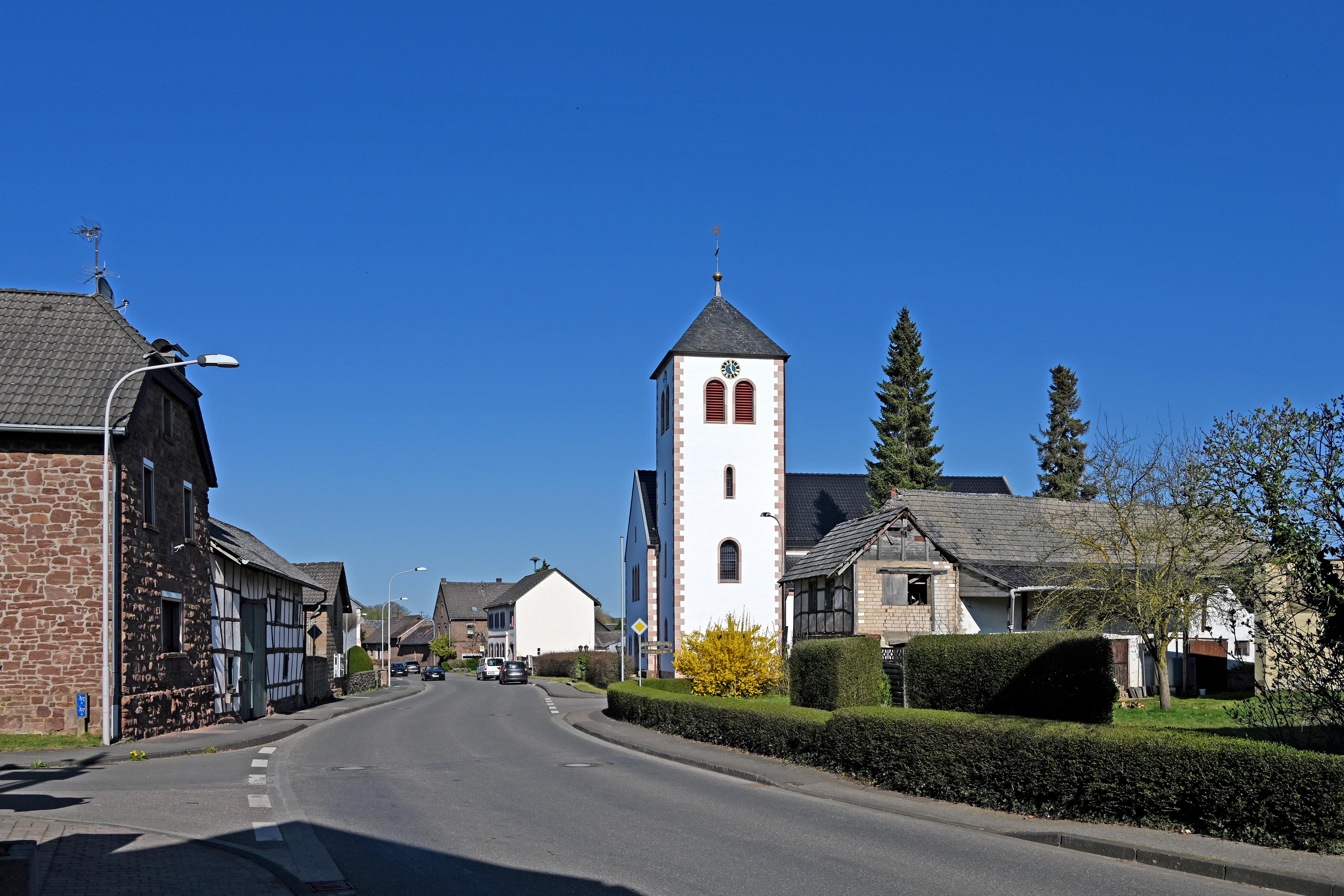
Hergarten mit der Kirche St. Martinus

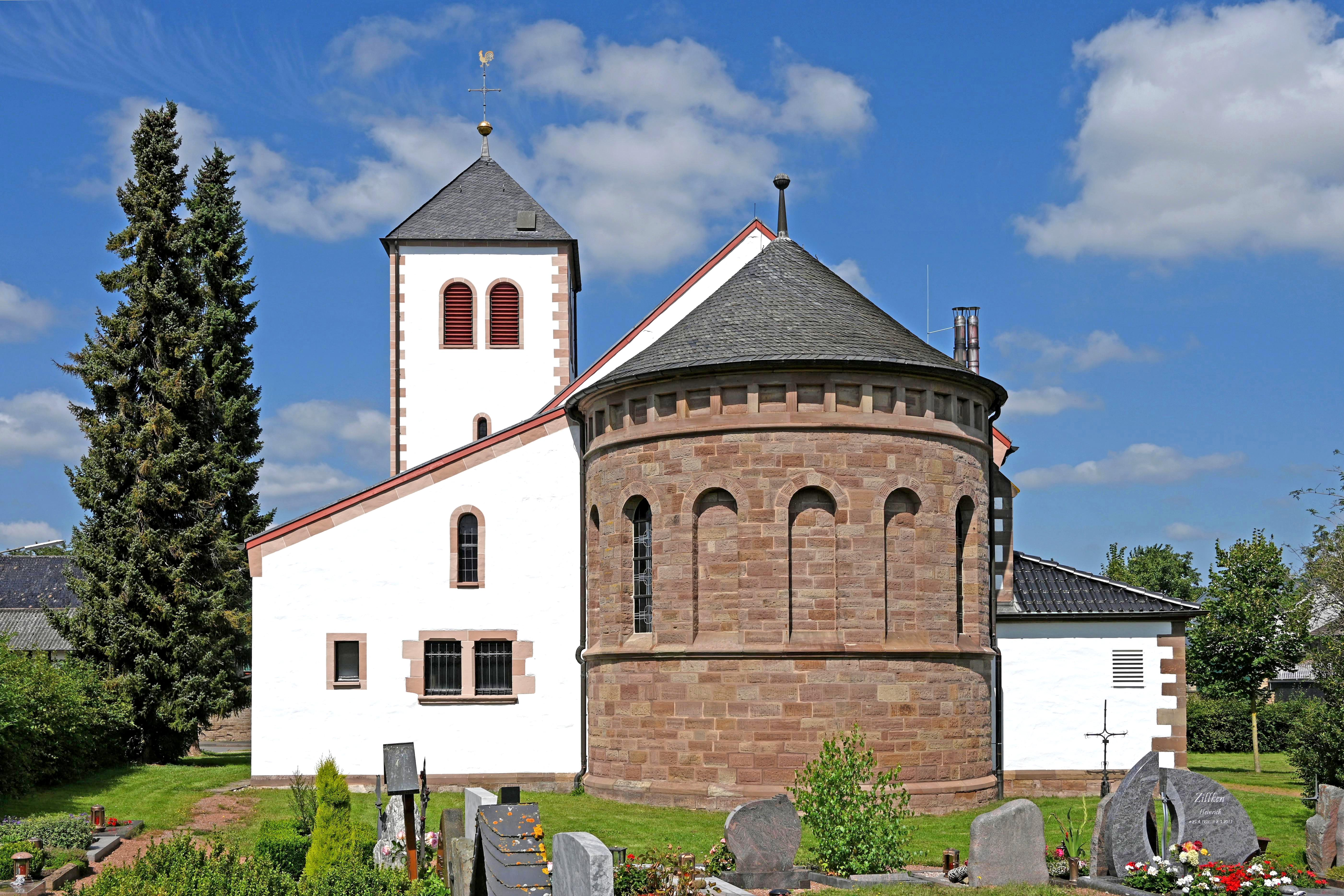
St. Martinus (Hergarten), Außenansicht von Osten

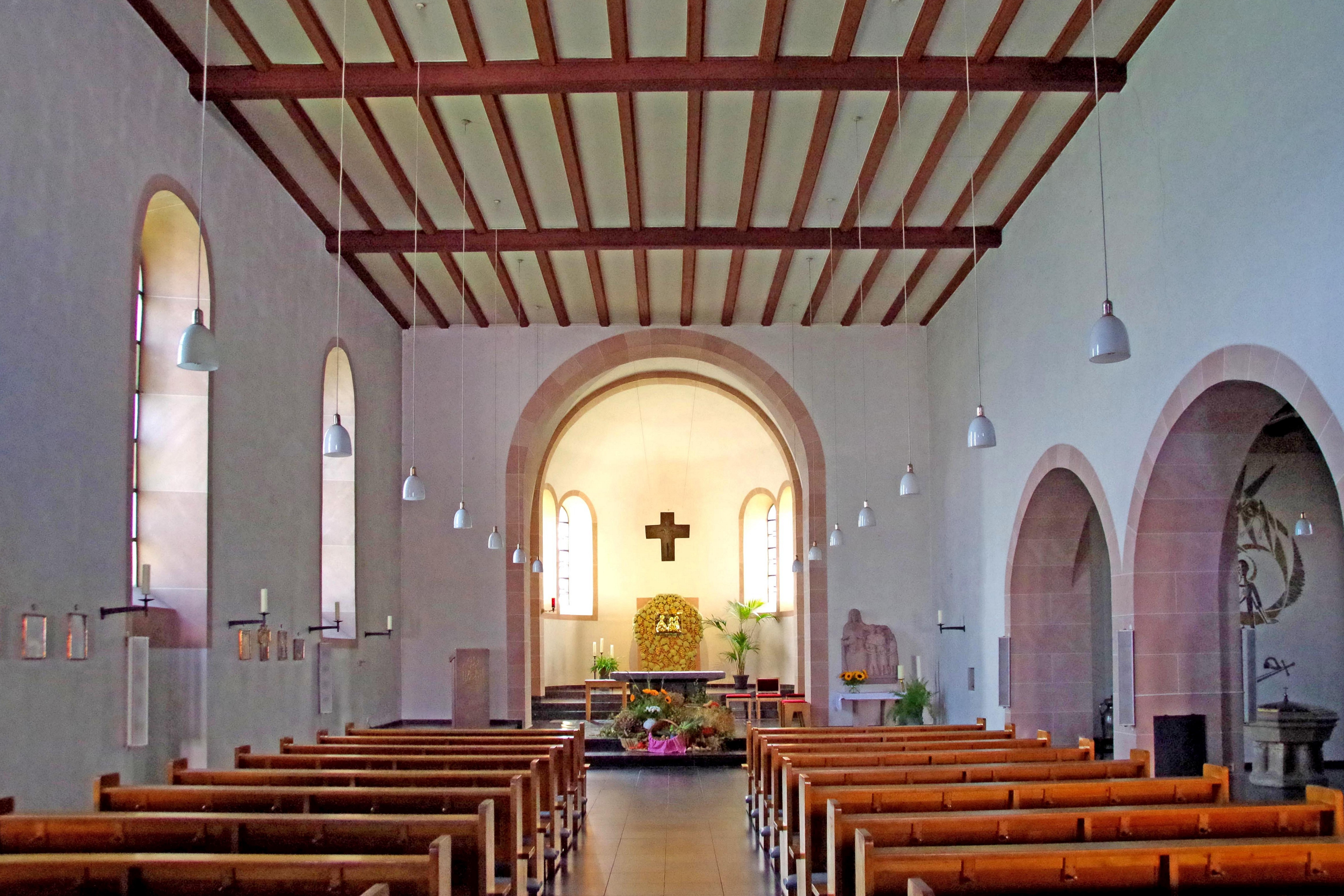
Blick ins Kirchenschiff zum Altar

Die römisch-katholische Pfarrkirche St. Martinus steht in Hergarten, einem Ortsteil der Stadt Heimbach im Kreis Düren, Nordrhein-Westfalen, direkt neben der Ortsdurchfahrt der Bundesstraße 265. Die Kirche steht unter dem Patronat des hl. Martin von Tours und wurde zwischen 1948 und 1951 nach Plänen von Peter Salm unter Einbezug von Mauerresten des Vorgängerbaus von 1827/31 erbaut.
Zur Pfarre zählen neben Hergarten auch Düttling mit der Kapelle St. Apollonia und Walbig.

## Geschichte
Eine Kirche bestand hier schon sehr früh, denn mit Urkunde von 864 erhielt König Lothar II. Kirche, Ländereien und weitere Gebäude in Hergarten von der Abtei Prüm im Tausch gegen Besitz in Bonn und Köln. 1140 hatte die Abtei Siegburg Besitz in Hergarten. Im Liber valoris aus der Zeit um 1308 wird auch die Pfarrkirche von Hergarten im weit ausgedehnten Dekanat Zülpich aufgeführt und ab 1355 sind Pfarrer namentlich überliefert. Das Kollationsrecht übte der jeweilige Herzog von Jülich aus, 1603 wurde die Kirche der Zisterzienser-Priorat Mariawald inkorporiert.
Über den ursprünglichen Kirchenbau ist nur bekannt, dass er bei Unwettern in den Jahren 1823 und 1824 erheblich beschädigt wurde und schließlich abgerissen werden musste. Daraufhin wurde Kommunalbaumeister Christian Wilhelm Ulrich mit der Planung einer neuen Pfarrkirche beauftragt, die zwischen 1827 und 1831 erbaut wurde. Diese Kirche wurde während der letzten kriegerischen Auseinandersetzungen des Zweiten Weltkriegs an der Westfront fast vollständig zerstört. Zwischen 1948 und 1951 erfolgte der Wiederaufbau nach Plänen des Aachener Architekten Peter Salm unter Einbezug der erhaltenen Nordwand und der Apsis.

## Baubeschreibung
St. Martinus ist eine zweischiffige Kirche in Formen der Nachkriegsmoderne mit niedrigem südlichem Seitenschiff und dem Seitenschiff vorgebauten Glockenturm im Westen sowie eingezogenem Chor mit halbkreisförmiger Apsis im Osten.

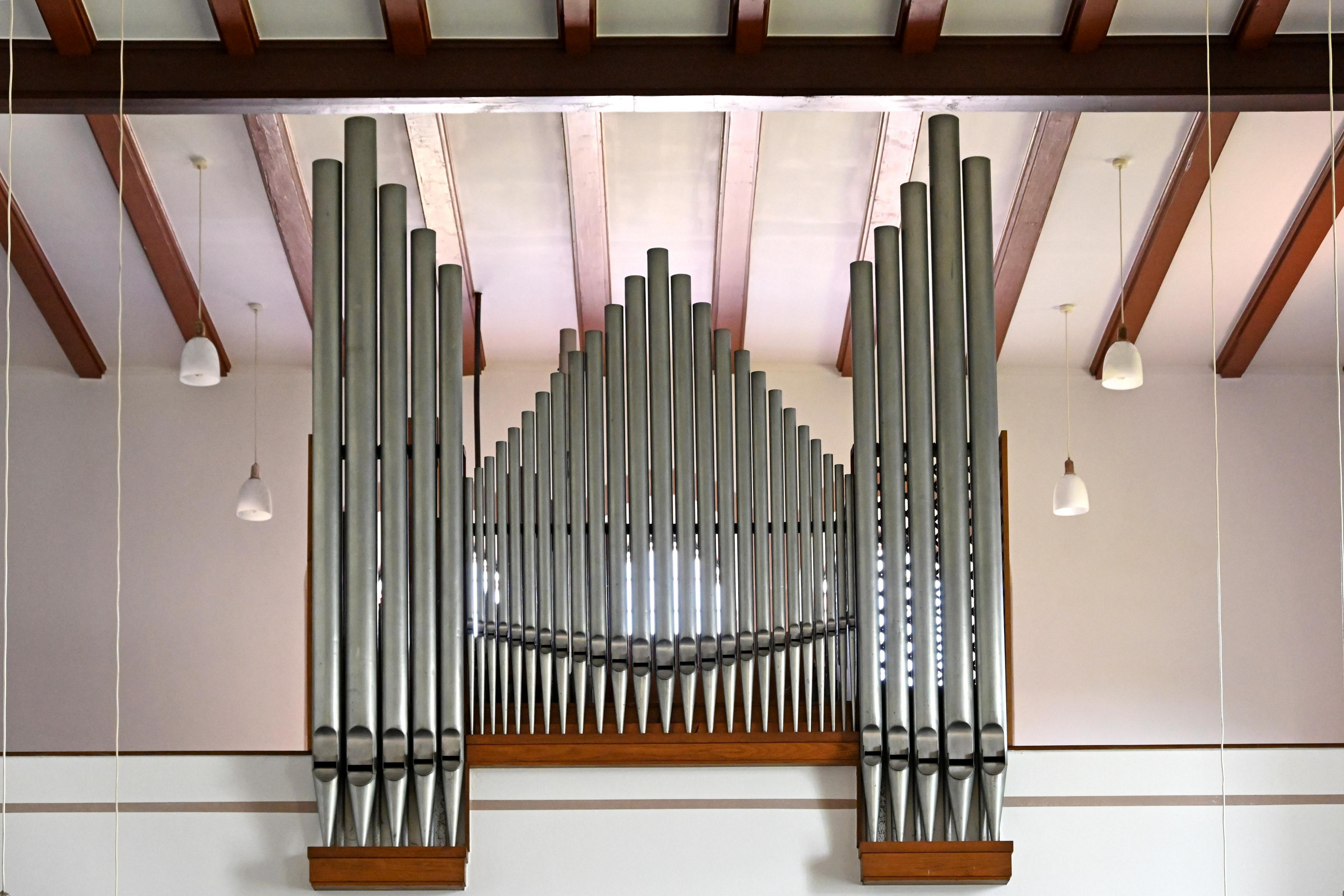
Weimbsorgel (1957)

## Ausstattung
Im Innenraum befindet sich größtenteils eine bauzeitliche Ausstattung. Der am 10. Oktober 1956 geweihte Altar wurde nach Plänen von Peter Salm aus Marmor gefertigt. Das Kreuz über dem Altar sowie den Kreuzweg schuf 1956 ein Frankfurter Künstler namens Syndikus, der vergoldete Tabernakel ist ein Werk von Albert Sous aus dem Jahr 1960. Weiterhin befindet sich in der Kirche eine Pietà aus dem Jahr 1960 des Künstlers Heinrich Lückenkötter, Oelde. Aus der Vorgängerkirche stammt noch der spätgotische Taufstein aus dem 16. Jahrhundert. Die 1955 eingesetzten Buntglasfenster entwarf Maria Katzgrau.
Die Firma Weimbs Orgelbau baute 1957 eine Orgel mit zwei Manualen und 13 Registern ein.

## Glocken
| Nr. | Name | Durchmesser (mm) | Masse (kg, ca.) | Schlagton (HT-1/16) | Gießer                                              | Gussjahr |
| 1   |      |                  |                 | gis' +-0            | Karl Czudnokowsky, Erdinger Glockengießerei, Erding | 1951     |
| 2   |      | 800              | 285             | h'                  | Wilhelm Hausen-Mabilon, Fa. Mabilon & Co., Saarburg | 1921     |
| 3   |      |                  |                 | cis"                | Karl Czudnokowsky, Erdinger Glockengießerei, Erding | 1951     |

Motiv: Te Deum

## Pfarrer
Folgende Priester wirkten bislang als Pfarrer an St. Martinus:
- 1929–1942: Friedrich Zapp
- 1942–1951: Theodor Kopshoff
- 1951–1983: Friedrich Borgas
- 1983–1989: P. Josef Saam CSSp
- 1989–?: Joseph Nguyen van Tinh
- 2001–2006: Johannes Bündgens
- 2007–2023: Hans Doncks
- Seit 2023: Kurt Josef Wecker